# Eleccions legislatives italianes de 2008
Les eleccions legislatives italianes de 2008 se celebraren el 13 i 14 d'abril de 2008 a Itàlia. El nou sistema electoral va permetre que la disputa se centrés en les coalicions, Poble de la Llibertat i la Sinistra-l'Arcobaleno.

## Resultats

### Cambra dels Diputats
Els resultats, incloses totes les regions (61.062 col·legis electorals) i exclosos emigrants, foren:
| Partit                                     | Vots       | Percentatge | Variació | Escons | Variació |
| ------------------------------------------ | ---------- | ----------- | -------- | ------ | -------- |
| Poble de la Llibertat                      | 13.628.865 | 37,39%      |          | 272    |          |
| Lliga Nord                                 | 3.024.522  | 8,3%        |          | 60     |          |
| Moviment per l'Autonomia                   | 410.487    | 1,13%       |          | 8      |          |
| Coalició S. Berlusconi                     | 17.063.874 | 46,81%      |          | 340    |          |
| Partit Democràtic                          | 12.092.998 | 33,17%      |          | 211    |          |
| Itàlia dels Valors                         | 1.593.675  | 4,37%       |          | 28     |          |
| Coalició W. Veltroni                       | 13.686.673 | 37,54%      |          | 239    |          |
| Unió dels Demòcrates Cristians i de Centre | 2.050.319  | 5,62%       |          | 36     |          |
| La Sinistra-l'Arcobaleno                   | 1.124.418  | 3,08%       |          | -      |          |
| La Destra – Fiamma Tricolore               | 885.229    | 2,43%       |          | -      |          |
| Partit Socialista                          | 355.581    | 0,98%       |          | -      |          |
| Südtiroler Volkspartei                     | 147.666    | 0,41%       |          | 2      |          |
| Autonomia Llibertat Democràcia             | 29.311     | 0,08%       |          | 1      |          |
| Altres                                     | 1.138.545  | 3,11%       |          | -      |          |
| Total                                      | 36.527.231 | 100%        |          | 618    |          |

### Senat de la República
Els resultats foren:
| Partit                                                   | Vots       | Percentatge | Variació | Escons | Variació |
| -------------------------------------------------------- | ---------- | ----------- | -------- | ------ | -------- |
| Poble de la Llibertat                                    | 12.510.306 | 38,17%      |          | 141    |          |
| Lliga Nord                                               | 2.642.167  | 8,06%       |          | 25     |          |
| Moviment per l'Autonomia                                 | 355.076    | 1,08%       |          | 2      |          |
| Coalició Silvio Berlusconi                               | 15.507.549 | 47.32%      |          | 168    |          |
| Partit Democràtic                                        | 11.042.325 | 33,7%       |          | 116    |          |
| Itàlia dels Valors                                       | 1.414.118  | 4,32%       |          | 14     |          |
| Coalició Walter Veltroni                                 | 12.456.443 | 38,01%      |          | 130    |          |
| Unió dels Demòcrates Cristians i de Centre               | 1.866.294  | 5,69%       |          | 3      |          |
| La Sinistra-l'Arcobaleno                                 | 1.053.154  | 3,21%       |          | -      |          |
| La Destra – Fiamma Tricolore                             | 687.211    | 2,1%        |          | -      |          |
| Partit Socialista                                        | 284.428    | 0,87%       |          | -      |          |
| Altres (inclou partits del Tirol del Sud i Vall d'Aosta) | 916.148    | 2,78%       |          | 5      |          |
| Total                                                    | 32.771.227 | 100%        |          | 306    |          |